# Brief an die Hebräer
| Neues Testament |
| --- |
| Evangelien |
| - Matthäus - Markus - Lukas - Johannes |
| Apostelgeschichte |
| Paulusbriefe |
| - Römer - 1. Korinther - 2. Korinther - Galater - Epheser - Philipper - Kolosser - 1. Thessalonicher - 2. Thessalonicher - 1. Timotheus - 2. Timotheus - Titus - Philemon - Hebräer |
| Katholische Briefe |
| - Jakobus - 1. Petrus - 2. Petrus - 1. Johannes - 2. Johannes - 3. Johannes - Judas                                                                                                 |
| Offenbarung |

Der Brief an die Hebräer (oder Hebräerbrief, Kürzel Hebr) ist ein Buch des Neuen Testaments. Er wurde von der Alten Kirche zu den (somit 14) Paulusbriefen gezählt. Aber er reklamiert im Gegensatz zu diesen nicht Paulus als Verfasser und wurde mit großer Wahrscheinlichkeit weder von Paulus, noch von einem seiner Schüler verfasst. 
Seit dem Mittelalter wird der Hebräerbrief in 13 Kapitel eingeteilt. Obwohl über keine der literaturgeschichtlichen Fragen nach dem Verfasser, dem Empfängerkreis, der Datierung oder selbst der literarischen Gattung der mit Πρὸς Έβραίους betitelten Schrift auch nur annähernd ein wissenschaftlicher Konsens besteht, lassen sich doch historische Wahrscheinlichkeiten abwägen und Gründe für die verschiedenen Hypothesen anführen.

## Verfasser
Weil die ältesten Handschriften (Papyrus 46, Codex Vaticanus und Codex Sinaiticus) den Hebräerbrief unter die Paulusbriefe einordneten, rechnete die frühe ostkirchliche Tradition die Schrift dem Paulus zu. Diese, wie man heute allgemein annimmt, irrige Zuschreibung, trug dazu bei, ihn in den Kanon des Neuens Testaments aufzunehmen.
Origenes ging wegen des für Paulus unüblichen Stiles (so etwa ein Wortschatz von 1000 verschiedenen Wörtern bei 3000 Wörtern Umfang gegenüber dem eher beschränkten des Paulus) davon aus, dass der Inhalt des Briefes zwar paulinisch, der Verfasser aber unklar sei. Während des Mittelalters und in der katholischen Kirche noch bis 1914 wurde angenommen, der Hebräerbrief sei die griechische Übersetzung eines im Original hebräischen Paulusbriefes. Wegen der anders gearteten Theologie und der verschiedenen geschichtlichen Situation (beispielsweise besteht Paulus in Gal 1,12 auf seiner eigenen direkten Offenbarungserfahrung, während der Autor ad Hebraios sich selbst in Hebr 2,3 als Hörer der Jünger Jesu bezeichnet) wird das heute weitgehend abgelehnt.
Als mögliche Verfasser wurden alternativ vorgeschlagen: Apollos, Priszilla, Lukas oder Clemens von Rom, Barnabas, Petrus, Philippus, Judas, Aristion, Timotheus. Weil aber weder von den Genannten (wenn von ihnen überhaupt Werke erhalten sind) noch sonst ein dem Hebräerbrief vergleichbares Schriftstück erhalten ist, er also völlig singulär in Form wie Inhalt dasteht und im Brief selbst über den Verfasser nichts ausgesagt wird, kann keine dieser Hypothesen verifiziert werden. Der Kirchenvater Hieronymus schrieb in einem Brief an Claudius Postumus Dardanus, es komme „nicht darauf an, von wem er herrührt; es genügt zu wissen, daß er von einem Manne der Kirche stammt, daß täglich in den Kirchen daraus vorgelesen wird.“
Aufgrund des ausgezeichneten griechischen Stils, des umfangreichen Wortschatzes und der eingehenden Kenntnis des Alten Testaments in der Form der Septuaginta ist als Verfasser ein griechisch gebildeter Judenchrist anzunehmen, der dem hellenistischen Flügel angehörte.
Es handelt sich bei dem Brief nicht um Pseudepigraphie, da kein vorgeblicher Verfasser angeführt wird, auch wenn die Nennung des Timotheus (Hebr 13,23) möglicherweise den Umkreis des Paulus als Absender nahelegen könnte.

## Empfänger
Ob die Überschrift „An die Hebräer“ die ursprünglichen Empfänger meint, ist umstritten. Zwar ist in allen Handschriften und seit Tertullian dieser Titel überliefert, doch könnte damit auch eine sehr frühe allgemeine Überzeugung betreffs der Bestimmung des Schreibens wegen des „hebräischen“ Inhaltes ausgedrückt sein. Wegen der Warnung vor dem Rückfall können die Adressaten keine Juden gewesen sein, die erst noch bekehrt werden sollten. Am weitesten verbreitet ist die Annahme eines judenchristlichen Adressatenkreises, weniger aufgrund der Vertrautheit mit den Einzelheiten des Tempelkultes, die auch Heidenchristen bekannt gewesen sein dürften, als wegen der stets vorausgesetzten Anerkennung jüdischer Prämissen, wie etwa der Existenz des levitischen Priestertumes, dessen Einsetzung durch Mose die Empfänger als genügend empfanden, wogegen die Notwendigkeit der Schaffung eines Priestertumes nach der Ordnung Melchisedeks ihnen mit Schriftzitaten bewiesen werden musste (Hebr 7,14).
Daneben gibt es die Deutung, der Hebräerbrief sei überhaupt für keine konkrete Gemeinde und Situation geschrieben, sondern an Christen allgemein, die ihre erste Begeisterung verloren hätten und in der zweiten, dritten Generation lebten. Eine Beziehung zu den in Qumran entdeckten Schriften wird nicht mehr angenommen.
Wegen des Satzes „Es grüßen euch die Brüder aus Italien“ (Hebr 13,24) im Briefschluss – vorausgesetzt, dass er wegen des Stilbruches nicht von anderer Hand hinzugefügt wurde – wird gemeinhin vermutet, der Verfasser habe in Italien (Rom) geweilt und den Brief ins außeritalische Ausland geschickt. Dagegen spricht aber, dass der Schreiber eines Briefes (Die Brüder als Autorenkollektiv sind schwer vorzustellen), um überhaupt etwas Näheres zu seinem Ort zu sagen, seinen derzeitigen konkreten Aufenthaltsort nennen müsste und nicht ein ganzes Land, so dass die Länderangabe nur die Herkunft des Autors oder einzelner Mitglieder aus seiner Gemeinde, die nur Grüße mitschickten, bezeichnete. Letztlich gibt es für keine der als Absendungs- wie als Bestimmungsorte genannten Städte einen Beweis.

## Datierung
Weil der um das Jahr 96 n. Chr. geschriebene erste Clemensbrief den Hebräerbrief ausgiebig zitiert und Anspielungen auf ihn enthält, kann das als sicherer Terminus ante quem gelten. Eine genauere Datierung hängt davon ab, wie die Schilderung des jüdischen Tempelkultes beurteilt wird. Wenn sich der Hebräerbrief nämlich auf noch bestehende Einrichtungen und Gebräuche des herodianischen Tempels bezieht, muss er vor der Zerstörung Jerusalems (70 n. Chr.), verfasst worden sein. Wenn sich der Hebräerbrief dagegen nur auf die Opfervorschriften im Buch Levitikus bezieht als Typologie des Opferns, ist der Abbruch der konkreten Opferpraxis in Jerusalem bedeutungslos. Die Vertreter einer Frühdatierung nehmen an, dass der Hebräerbrief die Überwindung des Opferdienstes durch Christus beweisen will, was voraussetzt, dass Tempel und Opferdienst als tatsächliche Konkurrenz noch bestehen. Somit gehen sie von einer Datierung zwischen 60 und 70 n. Chr. aus. Hebräer 10,32ff deutet auf die Verfolgung der Christen unter Nero (64 n. Chr.) hin. Dies würde darauf hindeuten, dass der Brief auf die Zeit zwischen 64 und 70 nach Christus datiert werden könnte. Die Mehrheitsmeinung geht aber dahin, dass die Erwähnung der Opfer nur auf den alttestamentlichen Opferkult bezogen ist, da der Text keine konkrete Situation des Opferns benennt, sondern von zeitloser ritueller Praxis handelt, auch wenn er vom Fortbestand des Kultes bis in die Gegenwart des Autors spricht. Die im Brief erwähnten Verfolgungen könnten entweder lokale Bedrohungen der Gemeinden oder aber die Verfolgungen zur Zeit des römischen Kaisers Domitian (81–96 n. Chr.) meinen. Damit ergäbe sich eine Abfassung zwischen 80 und 90 n. Chr. Inhaltlich spricht für die Frühdatierung, dass noch keine Bezeichnungen für die kirchlichen Ämter bestehen, sondern ganz allgemein Vorsteher (Hebr 13,7.17) erwähnt werden. Auch die starke Naherwartung (Hebr 9,26; 10,25.37) und die noch von Ohrenzeugen (Aposteln) Jesu gehörte Erstverkündigung (Hebr 2,3) sprechen eher für eine frühe Zeit.

## Literarische Gattung
Die durch Bezeichnung und Stellung im neutestamentlichen Kanon als selbstverständlich nahegelegte Auffassung des Hebräerbriefes als Brief, das heißt als schriftlich verfasste Botschaft eines Absenders an einen oder mehrere bestimmte Empfänger, ist fraglich. Denn allein an den letzten vier Versen (Hebr 13,22–25) lässt sich diese Form festmachen, während der ganze Rest keinen brieflichen Charakter trägt. Die Gattung des Hebräerbriefes ist somit der Kunstbrief (Epistel), also ein für die Öffentlichkeit bestimmtes literarisches Werk, das sich den formalen Anschein eines Briefes geben will (vgl. Goethes Leiden des jungen Werthers). Die Annahme, dass der Briefschluss ab Hebr 13 als sekundäre Zufügung durch einen späteren Schreiber oder auch den Verfasser selbst zu trennen sei, ist wenig wahrscheinlich. Insgesamt kann man bei dem Verfasser selbst literarkritisch ableiten, dass die Schreibart ein rhetorisch ausgefeilter Lehrvortrag oder eine Predigt ist, in der sich theologische Abhandlung und paränetische Aufforderung der Hörer abwechselten. Von daher sei hinsichtlich des literarischen Ursprunges von einer nachträglich niedergeschriebenen Rede oder einem für den mündlichen Vortrag bestimmten Stück auszugehen.
Auch die Sprache des Hebräerbriefes ist bedeutsam. Die Zeitform, die der Rede von ewigen Heil gerecht wird, ist das Perfekt. Grammatikalisch betrachtet bringt das griechische Perfekt das Ergebnis einer abgeschlossenen Handlung zum Ausdruck. Daraus lässt sich schließen, dass sich Christen bereits im Heil bewegen.

## Struktur
Die verschiedenen Unterteilungen des Hebr in einzelne Abschnitte und Gedankengänge lassen sich vereinfacht auf zwei mögliche Grundmuster zurückführen. Die einen nehmen einen konzentrisch geordneten Aufbau nach Art eines Chiasmus (ABCBA) an, der in mehreren ineinandergesetzten Schalen um das Zentrum Christus als Hoherpriester symmetrisch angeordnet ist. Die jeweilige gegenseitige Bezogenheit der einzelnen Stücke wird durch Klammerworte hergestellt.
Gliederung Albert Vanhoyes
- a.  Einleitung (1,1–4) entsprechend jeweils → z.
- I.   Ein anderer Name als der der Engel (1,5–2,18) → V.
- II. A.  Jesus, glaubwürdiger Hoherpriester (3,1–4,14) → IV. B.
- II. B.  Jesus, mitleidvoller Hoherpriester (4,15–5,10) → IV. A.
- II. p.  Einleitende Ermahnung (5,11–6,20) → III. f.
- III. A.  Jesus, Hoherpriester nach der Ordnung Melchisedeks (7,1–28) → III. C.
- III. B.  zur Vollendung gelangt (8,1–9,28) Mitte
- III. C.  Urheber ewigen Heils (10,1–18) → III. A.
- III. f.  abschließende Ermahnung (10,19–39) → III. p.
- IV.  A.  Der Glaube der Alten (11,1–40) → II. B.
- IV. B.  Die notwendige Ausdauer (12,1–13) → II. A.
- V.   Gerade Wege (12,14–13,19) → I.
- z.  Schluss (13,20–21) → a.
- (13,22–25 bleibt als sekundär unberücksichtigt)

Jedoch wird mit zunehmender Verfeinerung und bis ins Detail gehenden Parallelismen und Querverweisen fraglich, inwieweit der Verfasser den Text überhaupt so sehr durchkonstruieren konnte oder ob hier eine übertriebene Analyse und Ordnungssucht Zufälligkeiten in ein künstliches System bringen will.
Die anderen rechnen mit zwei großen Abschnitten, wobei der erste aus der Entwicklung einer theologischen Lehre bestehe und der zweite in Form einer langen Paränese die aus den vorangegangenen Glaubenssätzen zu folgernde Umsetzung ins Leben der Gläubigen behandelt.
Gliederung Donald Guthries
- I. Die Überlegenheit des christlichen Glaubens (1,1–10,18)
  - A. Gottes Offenbarung durch den Sohn (1,1–4)
  - B. Die Überlegenheit des Sohnes über die Engel (1,5–2,18)
    - 1. Christus ist höher in seiner Natur (1,5–14)
    - 2. Eine Warnung vor dem Abfall (2,1–4)
    - 3. Erniedrigung und Herrlichkeit Jesu (2,5–9)
    - 4. Sein Werk zugunsten des Menschen (2,10–18)

  - C. Die Überlegenheit Jesu über Mose (3,1–19)
    - 1. Mose der Diener und Jesus der Sohn (3,1–6)
    - 2. Darstellung des Versagens des Gottesvolkes unter Mose (3,7–19)

  - D. Die Überlegenheit Jesu über Josua (4,1–13)
    - 1. Die größere Ruhe, die Josua nicht sichern konnte (4,1–10)
    - 2. Die Dringlichkeit der Suche nach dieser Ruhe (4,11–13)

  - E. Ein höherer Hoherpriester (4,14–9,14)
    - 1. Unser großer Hoherpriester (4,14–16)
    - 2. Vergleich mit Aaron (5,1–10)
    - 3. Eine Mahnrede als Zwischenspiel (5,11–6,20)
    - 4. Die Ordnung Melchisedeks (7,1–18)
    - 5. Der Diener des neuen Bundes (8,1–13)
    - 6. Die größere Herrlichkeit der neuen Ordnung (9,1–14)

  - F. Der Mittler (9,15–10,18)
    - 1. Die Bedeutung seines Todes (9,15v22)
    - 2. Sein Eintritt in ein himmlisches Heiligtum (9,23–28)
    - 3. Seine Selbstdarbringung für andere (10,1–18)
- II. Ermahnungen (10,19–13,25)
  - A. Die gegenwärtige Stellung des Gläubigen (10,19–39)
    - 1. Der neue und lebendige Weg (10,19–25)
    - 2. Eine weitere Warnung (10,26–31)
    - 3. Der Wert vergangener Erfahrung (10,32–39)

  - B. Glaube (11,1–40)
    - 1. Seine Natur (11,1–3)
    - 2. Beispiele aus der Vergangenheit (11,4–40)

  - C. Disziplin und ihre Wohltaten (12,1–29)
    - 1. Die Notwendigkeit der Disziplin (12,1–29)
    - 2. Die Vermeidung moralischer Unbeständigkeit (12,12–17)
    - 3. Die Wohltaten des neuen Bundes (12,18–29)

  - D. Abschließende Weisung (13,1–25)
    - 1. Ermahnung, das Gemeinschaftsleben betreffend (13,1–3)
    - 2. Ermahnung, das Privatleben betreffend (13,4–6)
    - 3. Ermahnung, das religiöse Leben betreffend (13,7–9)
    - 4. Über den neuen Altar der Christen (13,10–16)
    - 5. Schlussworte (13,17–25)

Auch diese Einteilung lässt sich nicht vollständig durchziehen, da innerhalb der Mahnrede auch wieder theologische Überlegungen eingeschoben werden, und umgekehrt. Die Frage nach der literarischen Struktur ist insofern von Bedeutung, als je nach ihr Ziel und Höhepunkt des Schreibens verschieden angenommen werden. Es macht einen sehr großen Unterschied, ob die Ermutigung der Leser in der Paränese der Hauptzweck ist, wozu die Theologie nur die theoretische Basis bildet, oder ob die christozentrischen Hohepriesterüberlegungen als Selbstzweck die eigentliche Mitteilung des Schreibers darstellen. Einen mittleren Weg vertritt die Position, wonach beides, Doctrina und Paränese, in wechselseitiger Ergänzung den Gehalt des Schreibens ausmachen, nämlich vom Hören des Gotteswortes über die geistige Durchdringung und das Bekenntnis zur Nachfolge und Beherzigung im eigenen Leben zu gelangen.

## Verwendung alttestamentlicher Schriftzitate
Von allen neutestamentlichen Büchern sind im Hebräerbrief die meisten, nämlich 23, direkte Zitate und Anspielungen enthalten, vor allem aus Levitikus, den Psalmen und den Propheten. Die Textgestalt ist im Großen und Ganzen die der Septuaginta, wenngleich einzelne Abweichungen nicht selten sind. Wo die beiden überlieferten Hauptvarianten (Alexandrinus und Vaticanus) voneinander abweichen, hat oft Hebr eine weitere Version, die mit Belegen bei Kirchenvätern übereinstimmt. Das führte zu der These, Hebr habe eine ursprünglichere Form der Septuaginta verwandt, als sie in den Bibelhandschriften erhalten ist. Angleichungen an den masoretischen Text scheinen eher zufällig als in bewusster Abhängigkeit vorgenommen worden zu sein; jedenfalls lässt sich die Frage nicht klären, ob der Verfasser überhaupt des Hebräischen mächtig war.
Zitate werden stets anonym, ohne Angabe des Kontextes und der Stelle im alten Testament angeführt. Selbst unmittelbar aufeinander folgende Sätze werden so zitiert, als ob sie völlig voneinander unabhängig wären, etwa Hebr 2,13 nach Jes 8,17.18 oder Hebr 10,30 nach Dtn 32,35.36. Entweder hat der Autor also aus dem Gedächtnis ihm geläufige Stellen verwendet, was wegen der insgesamt großen Texttreue aber unwahrscheinlich ist, oder aber er bediente sich eines Florilegiums, ohne selbst im Einzelnen den ursprünglichen Zusammenhang zu wissen. Bewusste Änderungen, die von ihm selbst herrühren, lassen sich ebenfalls nachweisen; sie ändern jedoch durchwegs den Sinn der Aussage nicht, sondern sollen ein Zitat grammatikalisch besser in den Brief einpassen oder um der Eindeutigkeit willen das an der gewählten Stelle besonders Wichtige unterstreichen.

## Hohepriestertheologie
Die Besonderheit der Theologie des Hebräerbriefes gegenüber dem restlichen neutestamentlichen Kanon besteht in der singulären Verwendung des Hohepriestertitels für Christus. So wie der Hohepriester des Jerusalemer Tempels am Versöhnungstag (Jom Kippur) zur Entsühnung des Volkes das Sündopfer darbrachte und das Allerheiligste betrat, habe Christus die Erlösung und Versöhnung der Menschen mit Gott bewirkt, indem er sich kreuzigen ließ. Aber anders als im Tempelkult, wo die Opfer immer wieder vollzogen werden mussten und daher wirkungslos gewesen seien, weil sie nur Abbilder und Schatten der himmlischen Dinge, ähnlich der platonischen Ideenlehre, darstellten, sei dieses Opfer einmalig und habe ein für alle Mal die Sünden getilgt. Deshalb überrage Christus und der durch ihn vermittelte neue Bund den alten Bundesschluss am Sinai und das in der Tora konstituierte aaronitische und levitische Priestertum, die für veraltet und überholt erklärt werden. Ein Priestertum im herkömmlichen jüdischen Sinne konnte von Jesus nicht behauptet werden, weil er aus dem Stamme Juda und nicht aus dem Stamme Levi stammte. Darum entspricht dieses Hohepriesteramt nicht der levitischen Ordnung, sondern der Ordnung Melchisedeks, der als „Priester des höchsten Gottes“ noch über Abraham stand, weil er ihn segnete und von ihm Abgaben entgegennahm. Der Eintritt des Hohepriesters in das Allerheiligste wird als Hintreten Christi vor Gott gedeutet, wo er nun wie bereits vor seiner Inkarnation und bei der durch ihn bewirkten Schöpfung zu dessen Rechten bis zur Parusie sitze, die in starker Naherwartung sehr bald erhofft wird.

## Nachwirkung
Die Kanonizität des Hebräerbriefs war nicht nur wegen seines unbekannten Verfassers, sondern auch wegen einer bestimmten inhaltlichen Aussage umstritten. Die in Hebr 10,26–31 ausgesprochene Unmöglichkeit der Buße und Umkehr für nach der Taufe abgefallene Christen galt vielen als Widerspruch zum Evangelium. Besonders in der Westkirche, im Rahmen der Erfahrungen mit den häretischen Novatianern, die ebendiese Unmöglichkeit einer Buße mit Nachdruck lehrten, galt der Brief lange als zweifelhaft. Die Opfertodspekulation des Hebräerbriefes wurde im Mittelalter von Anselm von Canterbury in Cur deus homo aufgegriffen und bildete lange eine wichtige Deutetradition im katholischen Eucharistieverständnis. Das Motiv des Hohepriestertumes bildet im Kirchenlied „Zum ew’gen Hohenpriester“ den ersten Vers.
Auf evangelischer Seite hatte man trotz der Wertschätzung des Briefes durch Luther und Calvin Probleme mit der scheinbaren Überbetonung des Kultus, weil dieser nur der Werkgerechtigkeit Vorschub leiste und weil der Brief von der paulinischen Rechtfertigungslehre doch erheblich abweiche.
Deshalb stellte ihn Martin Luther mit drei weiteren ihm geringwertig erscheinenden Schriften in einen Anhang seines deutschsprachigen Neuen Testamentes. In der Ostkirche wurde der Brief dagegen früh akzeptiert; die hier formulierte Lehre von Christus als ewigem Hohepriester und die ausführliche Zuordnung alttestamentlicher Riten zu christlichen Glaubensinhalten spielen in der ostkirchlichen Theologie und Mystik eine herausragende Rolle.

## Personen
- Christus
- Melchisedek